# Rhyparus spangleri
Rhyparus spangleri  (лат.) — вид жуков из подсемейства афодиин внутри семейства пластинчатоусых. Распространён на Коста-Рике. Промежутки надкрылий блестящие, крупнопунктированные, глубокие. Длина тела имаго 3,1 мм. Тело узкое, удлинённое, параллельное, умеренно блестящее, красновато-коричневое.